# Feest (K3)
Feest is de eerste single van het album Verliefd van de meidengroep K3. De single kwam uit op 12 juni 2002.
De hoogste positie in Nederland in de Single Top 100 was plaats nummer 3 en het lied stond 13 weken in de Single Top 100. De hoogste positie in België in de Ultratop 50 was plaats nummer 7 en het nummer stond 15 weken in de Ultratop 50.

## Tracklist
1. Feest (3:20)
2. Feest (instrumentaal) (3:20)

## Hitnotering

### Nederlandse Top 40
| Hitnotering: week 28 t/m 34 in 2002 | Hitnotering: week 28 t/m 34 in 2002 | Hitnotering: week 28 t/m 34 in 2002 | Hitnotering: week 28 t/m 34 in 2002 | Hitnotering: week 28 t/m 34 in 2002 | Hitnotering: week 28 t/m 34 in 2002 | Hitnotering: week 28 t/m 34 in 2002 | Hitnotering: week 28 t/m 34 in 2002 | Hitnotering: week 28 t/m 34 in 2002 |
| Week:                               | 1                                   | 2                                   | 3                                   | 4                                   | 5                                   | 6                                   | 7                                   |                                     |
| ----------------------------------- | ----------------------------------- | ----------------------------------- | ----------------------------------- | ----------------------------------- | ----------------------------------- | ----------------------------------- | ----------------------------------- | ----------------------------------- |
| Positie:                            | 8                                   | 8                                   | 11                                  | 12                                  | 17                                  | 22                                  | 38                                  | uit                                 |

### NederlandseSingle Top 100
| Feest in de Single Top 100 - binnen: 13-07-2002/Laatste notering 05-10-2002 | Feest in de Single Top 100 - binnen: 13-07-2002/Laatste notering 05-10-2002 | Feest in de Single Top 100 - binnen: 13-07-2002/Laatste notering 05-10-2002 | Feest in de Single Top 100 - binnen: 13-07-2002/Laatste notering 05-10-2002 | Feest in de Single Top 100 - binnen: 13-07-2002/Laatste notering 05-10-2002 | Feest in de Single Top 100 - binnen: 13-07-2002/Laatste notering 05-10-2002 | Feest in de Single Top 100 - binnen: 13-07-2002/Laatste notering 05-10-2002 | Feest in de Single Top 100 - binnen: 13-07-2002/Laatste notering 05-10-2002 | Feest in de Single Top 100 - binnen: 13-07-2002/Laatste notering 05-10-2002 | Feest in de Single Top 100 - binnen: 13-07-2002/Laatste notering 05-10-2002 | Feest in de Single Top 100 - binnen: 13-07-2002/Laatste notering 05-10-2002 | Feest in de Single Top 100 - binnen: 13-07-2002/Laatste notering 05-10-2002 | Feest in de Single Top 100 - binnen: 13-07-2002/Laatste notering 05-10-2002 | Feest in de Single Top 100 - binnen: 13-07-2002/Laatste notering 05-10-2002 | Feest in de Single Top 100 - binnen: 13-07-2002/Laatste notering 05-10-2002 |
| Week                                                                        | 1                                                                           | 2                                                                           | 3                                                                           | 4                                                                           | 5                                                                           | 6                                                                           | 7                                                                           | 8                                                                           | 9                                                                           | 10                                                                          | 11                                                                          | 12                                                                          | 13                                                                          |                                                                             |
| --------------------------------------------------------------------------- | --------------------------------------------------------------------------- | --------------------------------------------------------------------------- | --------------------------------------------------------------------------- | --------------------------------------------------------------------------- | --------------------------------------------------------------------------- | --------------------------------------------------------------------------- | --------------------------------------------------------------------------- | --------------------------------------------------------------------------- | --------------------------------------------------------------------------- | --------------------------------------------------------------------------- | --------------------------------------------------------------------------- | --------------------------------------------------------------------------- | --------------------------------------------------------------------------- | --------------------------------------------------------------------------- |
| Nummer                                                                      | 6                                                                           | 3                                                                           | 5                                                                           | 5                                                                           | 7                                                                           | 8                                                                           | 12                                                                          | 14                                                                          | 19                                                                          | 26                                                                          | 34                                                                          | 43                                                                          | 80                                                                          | uit                                                                         |

### Vlaamse Ultratop 50
| Feest in de Ultratop 50 - binnen: 22-06-2002/Laatste notering 28-09-2002 | Feest in de Ultratop 50 - binnen: 22-06-2002/Laatste notering 28-09-2002 | Feest in de Ultratop 50 - binnen: 22-06-2002/Laatste notering 28-09-2002 | Feest in de Ultratop 50 - binnen: 22-06-2002/Laatste notering 28-09-2002 | Feest in de Ultratop 50 - binnen: 22-06-2002/Laatste notering 28-09-2002 | Feest in de Ultratop 50 - binnen: 22-06-2002/Laatste notering 28-09-2002 | Feest in de Ultratop 50 - binnen: 22-06-2002/Laatste notering 28-09-2002 | Feest in de Ultratop 50 - binnen: 22-06-2002/Laatste notering 28-09-2002 | Feest in de Ultratop 50 - binnen: 22-06-2002/Laatste notering 28-09-2002 | Feest in de Ultratop 50 - binnen: 22-06-2002/Laatste notering 28-09-2002 | Feest in de Ultratop 50 - binnen: 22-06-2002/Laatste notering 28-09-2002 | Feest in de Ultratop 50 - binnen: 22-06-2002/Laatste notering 28-09-2002 | Feest in de Ultratop 50 - binnen: 22-06-2002/Laatste notering 28-09-2002 | Feest in de Ultratop 50 - binnen: 22-06-2002/Laatste notering 28-09-2002 | Feest in de Ultratop 50 - binnen: 22-06-2002/Laatste notering 28-09-2002 | Feest in de Ultratop 50 - binnen: 22-06-2002/Laatste notering 28-09-2002 | Feest in de Ultratop 50 - binnen: 22-06-2002/Laatste notering 28-09-2002 |
| Week                                                                     | 1                                                                        | 2                                                                        | 3                                                                        | 4                                                                        | 5                                                                        | 6                                                                        | 7                                                                        | 8                                                                        | 9                                                                        | 10                                                                       | 11                                                                       | 12                                                                       | 13                                                                       | 14                                                                       | 15                                                                       |                                                                          |
| ------------------------------------------------------------------------ | ------------------------------------------------------------------------ | ------------------------------------------------------------------------ | ------------------------------------------------------------------------ | ------------------------------------------------------------------------ | ------------------------------------------------------------------------ | ------------------------------------------------------------------------ | ------------------------------------------------------------------------ | ------------------------------------------------------------------------ | ------------------------------------------------------------------------ | ------------------------------------------------------------------------ | ------------------------------------------------------------------------ | ------------------------------------------------------------------------ | ------------------------------------------------------------------------ | ------------------------------------------------------------------------ | ------------------------------------------------------------------------ | ------------------------------------------------------------------------ |
| Nummer                                                                   | 23                                                                       | 7                                                                        | 9                                                                        | 8                                                                        | 8                                                                        | 8                                                                        | 12                                                                       | 8                                                                        | 7                                                                        | 10                                                                       | 17                                                                       | 19                                                                       | 24                                                                       | 31                                                                       | 47                                                                       | uit                                                                      |